# Wechselberger-Figuration

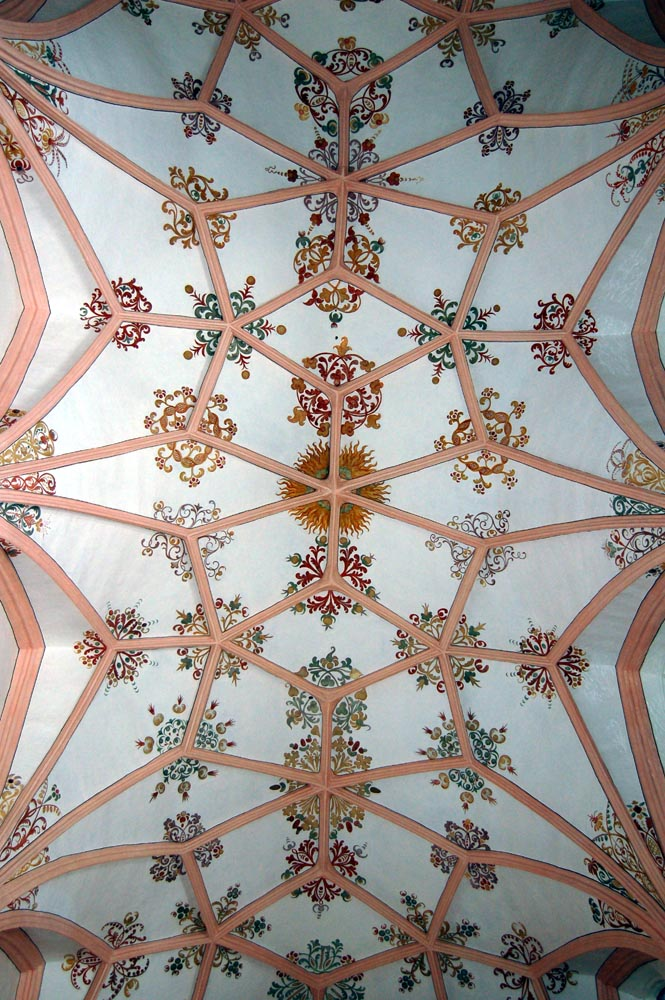
Basilika Mondsee: Netzrippengewölbe im Mittelschiff mit spätgotischen vegetabilen Ornamenten

Die Wechselberger-Figuration, benannt nach dem Burghauser Baumeister Hans Wechselberger, bezeichnet eine Form des Netzrippengewölbes bei spätgotischen Kirchen. Grundelement dieser Gewölbekonfiguration bildet ein Gewebe aus achtteiligen Rautensternen.
Die Wechselberger-Figuration gilt als Modifikation der Chorwölbung von St. Martin in Landshut und zeigte sich erstmals in der Kirche St. Leonhard ob Tamsweg, geweiht 1434 und errichtet von Hans Wechselberger und Peter Harperger. In der Folge wurde sie auch von anderen Baumeistern genutzt.

## Listung
- St. Leonhard ob Tamsweg, 1434 geweiht
- Stadtpfarrkirche St. Stephan in Braunau am Inn, erbaut 1466
- Katholische Kirche Heiligkreuz in der Au in Burghausen (Liste der Baudenkmäler in Burghausen), 1477 geweiht
- Pfarrkirche Mariä Himmelfahrt in Ering, um 1478[1]
- Pfarrkirche Gampern, Chor 1486 erbaut
- Basilika Mondsee, 1487 geweiht
- Pfarrkirche Heiligenblut, 1491 geweiht
- Pfarrkirche St. Michael in Reisbach, 1496 geweiht
- Stadtpfarrkirche St. Johannes in Dingolfing, Gewölbeschluss 1502
- Stadtpfarrkirche Mariä Himmelfahrt in Vilsbiburg, Langhausgewölbe, Fertigstellung zwischen 1475 und 1502
- Pfarrkirche St. Florian am Inn